# Ramose (Wesir)

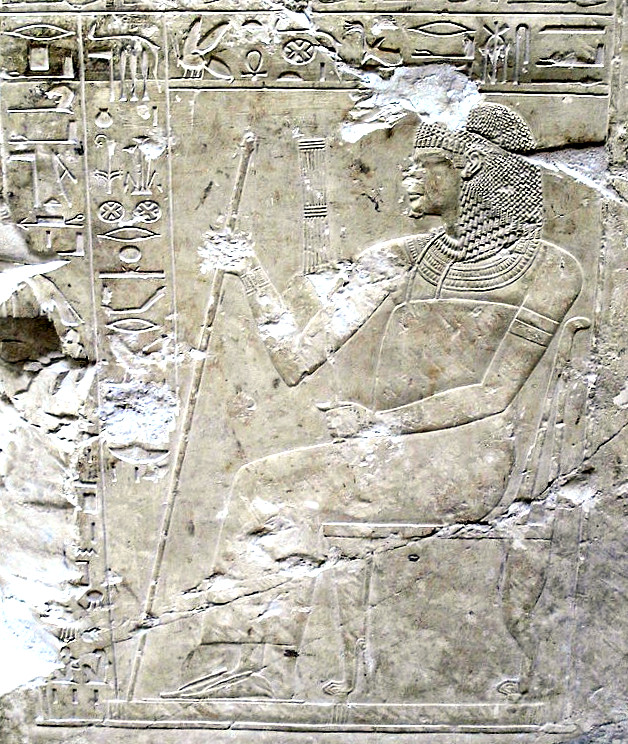
Bild des Ramose in seinem Grab

Ramose war ein ägyptischer Wesir, der unter den Königen Amenophis III. und Echnaton amtierte. Er stammte aus einer einflussreichen Familie. Sein Vater Heby war vielleicht „Bürgermeister von Memphis“. Sein Bruder Amenhotep war „Obervermögensverwalter in Memphis“, was eines der einflussreichsten Ämter am Hofe darstellte.
Ramose ist von verschiedenen Denkmälern bekannt. Darunter ist vor allem sein in Theben gelegenes Grab (TT55) in Scheich Abd el-Qurna, dessen Grabkapelle mit Reliefs und Malereien ausgestattet ist. Diese Reliefs zeigen beide Herrscher, unter denen Ramose diente: Amenophis III. und Echnaton. Letzterer ist hier schon im typischen Kunst-Stil seiner Regierungszeit dargestellt.

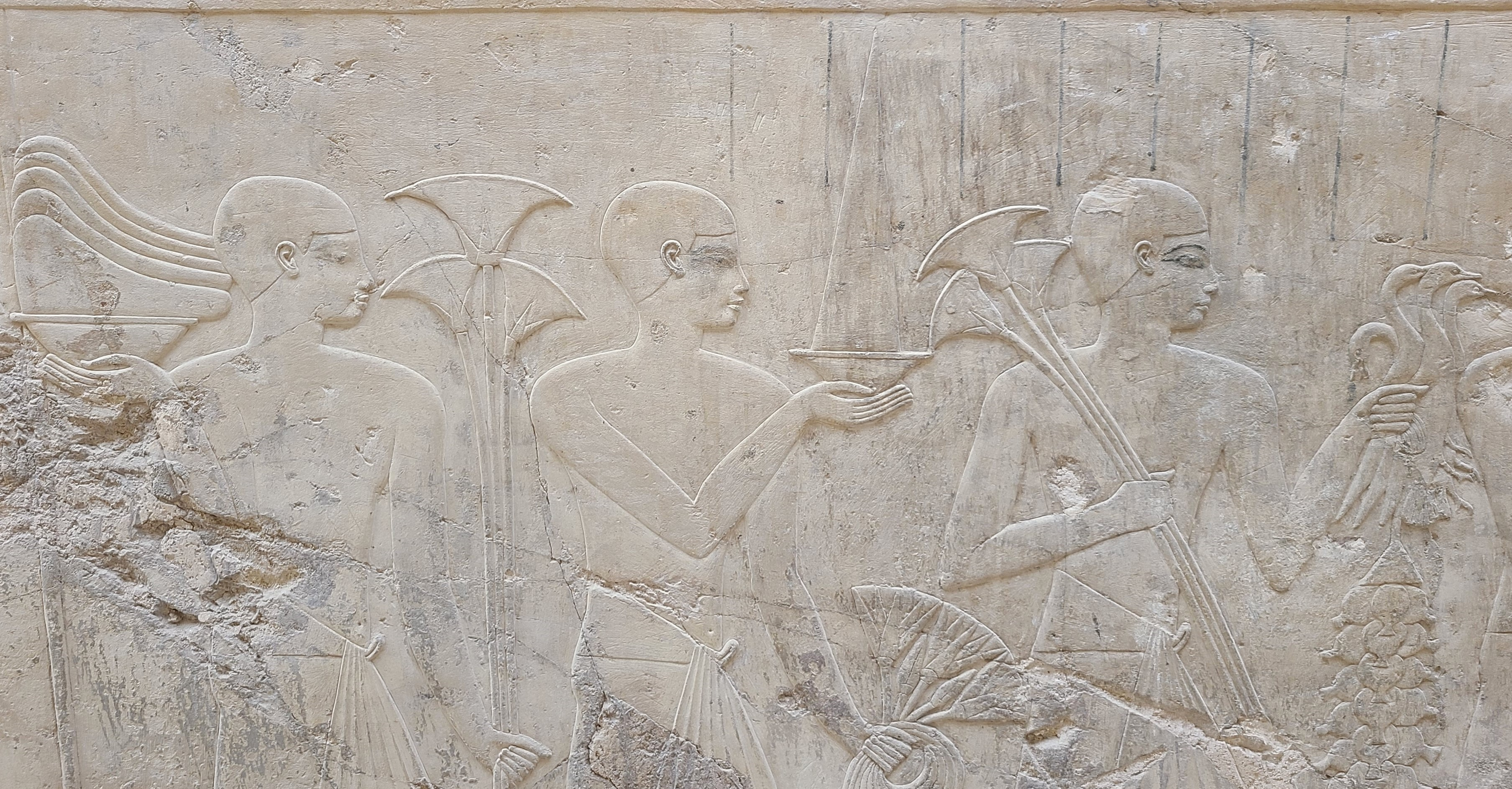
Relief einer Prozession im Grab von Ramose